# Tembladera (Paso Viejo)
Tembladera (Paso Viejo) es una localidad del municipio de Huimanguillo ubicado en la subregión de la Chontalpa del estado mexicano de Tabasco.

## Geografía
La localidad de Tembladera (Paso Viejo) se sitúa en las coordenadas geográficas 17°50′53″N 94°01′40″O / 17.848056, -94.027778, a una elevación de 1 metro sobre el nivel del mar.

## Demografía
Según el Conteo de Población y Vivienda 2020, efectuado por el Instituto Nacional de Estadística y Geografía, la localidad de Tembladera (Paso Viejo) tiene 14 habitantes, de los cuales 7 son del sexo masculino y 7 del sexo femenino. Su tasa de fecundidad es de 1 hijos por mujer y tiene 4 viviendas particulares habitadas.
| Gráfica de evolución demográfica de Tembladera (Paso Viejo) entre 1990 y 2020 |
|                                                                               |
| INEGI.                                                                        |